# داخابون
داخابون (به لاتین: Dajabón) یک شهر در جمهوری دومینیکن است که در سانتو دومینگو واقع شده‌است.

## خصوصیات
داخابون ۲۵۳٫۴۱ کیلومترمربع مساحت و ۲۵٬۹۸۳ نفر جمعیت دارد و ۳۵ متر بالاتر از سطح دریا واقع شده‌است.